# Jan Ø. Jørgensen
Jan Østergaard Jørgensen (ur. 31 grudnia 1987 w Aalborgu) – duński badmintonista, reprezentant Danii. Wielokrotny medalista mistrzostw Europy i mistrz Danii, uczestnik Letnich Igrzysk Olimpijskich w 2012 w Londynie i w 2016 w Rio de Janeiro.

## Kariera
W 2014 roku zwyciężył na Mistrzostwach Europy odbywających się w Kazaniu w konkurencji gry pojedynczej mężczyzn, pokonując reprezentanta Anglii Rajiva Ousepha. Zdobył brązowy medal na Mistrzostwach Europy w 2008 i w 2012 roku oraz srebrny medal na Mistrzostwach Europy w 2010 i 2016 roku. Tytuł mistrza Danii zdobył w 2012, 2013 i ponownie w 2015 roku (z powodu kontuzji musiał się wycofać z rozgrywek w 2014 roku). Uplasował się na drugim miejscu w 2009 roku w China Open Super Series i wygrał Denmark Open w 2010, French Open w 2013, Indonesia Open w 2014 i Copenhagen Masters w 2009, 2011 i 2012 roku. W 2014 roku stał się pierwszym Europejczykiem w grze pojedynczej mężczyzn, który wygrał Indonesia Open. W marcu 2015 roku dotarł do finału All England Super Series, ale przegrał z Chińczykiem Chenem Longiem 21–15, 17–21, 15–21. Podczas Mistrzostw Europy 2018 w Huelvie zdobył brązowy medal w singlu, przegrywając w półfinale z angielskim zawodnikiem Rajivem Ousephem.

## Występy indywidualne
| Rok                       | Turniej                 | Poziom              | Lokalizacja    | Wynik |
| ------------------------- | ----------------------- | ------------------- | -------------- | ----- |
| 2016                      |                         |                     |                |       |
| German Open               | Grand Prix Gold         | Mulheim an der Ruhr | Półfinał       |       |
| 2015                      |                         |                     |                |       |
| World Super Series Finals | Super Series Final      | Dubaj               | Półfinał       |       |
| French Open               | Super Series            | Paryż               | Półfinał       |       |
| Mistrzostwa Świata        | BWF World Championships | Dżakarta            | Brązowy medal  |       |
| Indonesia Open            | Super Series Premier    | Dżakarta            | Drugie miejsce |       |
| Australian Open           | Super Series            | Sydney              | Półfinał       |       |
| Malaysia Open             | Super Series Premier    | Kuala Lumpur        | Półfinał       |       |
| All England Open          | Super Series Premier    | Birmingham          | Drugie miejsce |       |
| German Open               | Grand Prix Gold         | Mulheim an der Ruhr | Zwycięstwo     |       |
| 2014                      |                         |                     |                |       |
| World Super Series Finals | Super Series Final      | Dubaj               | Półfinał       |       |
| Indonesia Open            | Super Series Premier    | Dżakarta            | Zwycięstwo     |       |
| Japan Open                | BWF Super Series        | Tokio               | Półfinał       |       |
| Mistrzostwa Europy        | Grand Prix Gold         | Kazań               | Zwycięstwo     |       |
| India Open                | BWF Super Series        | Nowe Delhi          | Półfinał       |       |
| Swiss Open                | Grand Prix Gold         | Bazylea             | Półfinał       |       |
| Malaysia Open             | Super Series Premier    | Kuala Lumpur        | Półfinał       |       |
| 2013                      |                         |                     |                |       |
| World Super Series Finals | Super Series Final      | Kuala Lumpur        | Półfinał       |       |
| French Open               | BWF Super Series        | Paryż               | Zwycięstwo     |       |
| China Master              | BWF Super Series        | Changzhou           | Półfinał       |       |
| Swiss Open                | Grand Prix Gold         | Bazylea             | Półfinał       |       |
| All England Open          | Super Series Premier    | Birmingham          | Półfinał       |       |
| Malaysia Open             | BWF Super Series        | Kuala Lumpur        | Półfinał       |       |
| 2012                      |                         |                     |                |       |
| French Open               | BWF Super Series        | Paryż               | Półfinał       |       |
| Denmark Open              | Super Series Premier    | Odense              | Półfinał       |       |
| Mistrzostwa Europy        | Grand Prix Gold         | Karlskrona          | Brązowy medal  |       |
| German Open               | Grand Prix Gold         | Mulheim an der Ruhr | Półfinał       |       |
| 2010                      |                         |                     |                |       |
| Denmark Open              | BWF Super Series        | Odense              | Zwycięstwo     |       |
| Mistrzostwa Europy        | Grand Prix Gold         | Manchester          | Srebrny medal  |       |
| 2009                      |                         |                     |                |       |
| China Open                | BWF Super Series        | Szanghaj            | Drugie miejsce |       |
| Denmark Open              | BWF Super Series        | Odense              | Półfinał       |       |
| Bitburger Open            | Grand Prix              | Saarbrücken         | Zwycięstwo     |       |
| Swiss Open                | BWF Super Series        | Bazylea             | Półfinał       |       |
| 2008                      |                         |                     |                |       |
| Mistrzostwa Europy        | Grand Prix Gold         | Herning             | Brązowy medal  |       |